# Hit and Run Lover
Hit and Run Lover è la prima canzone, nonché primo ed unico singolo estratto, dell'album Fragile dei Dead or Alive del 2000.
Il videoclip per il brano stesso fu prodotto in Giappone ed è il penultimo video girato dal gruppo (l'ultimo video è la versione del 2003 della loro hit storica You Spin Me Round (like a Record).
Essendo l'intero album Fragile pubblicato solo nel Giappone, il brano Hit & Run Lover si classificò solo nella classifica giapponese, esattamente al 2º posto diventando un ennesimo successo per il gruppo in Giappone.
Un anno dopo il brano venne remixato ed incluso nell'album Unbreakable, un disco composto solo da remix dell'album Fragile.
Questa nuova versione è stata eseguita in un concerto che i Dead or Alive tennero al BigSite di Tokyo nel 2001; la performance è stata eseguita dai Dead Or Alive senza il tastierista Jason Alburey, ma con due membri aggiuntivi: Cliff Slapher e Mickey Dee.